# Lycisca decora
Lycisca decora är en stekelart som beskrevs av Embrik Strand 1911. Lycisca decora ingår i släktet Lycisca och familjen puppglanssteklar.
Artens utbredningsområde är Paraguay. Inga underarter finns listade i Catalogue of Life.